# Malden (Massachusetts)
Malden és una població dels Estats Units a l'estat de Massachusetts. Segons el cens del 2007 tenia 55.712 habitants.

## Demografia
Segons el cens del 2000, Malden tenia 56.340 habitants, 23.009 habitatges, i 13.575 famílies. La densitat de població era de 4.290,5 habitants/km².
Dels 23.009 habitatges en un 25,4% hi vivien nens de menys de 18 anys, en un 42,8% hi vivien parelles casades, en un 12,3% dones solteres, i en un 41% no eren unitats familiars. En el 32,2% dels habitatges hi vivien persones soles l'11,5% de les quals corresponia a persones de 65 anys o més que vivien soles. El nombre mitjà de persones vivint en cada habitatge era de 2,42 i el nombre mitjà de persones que vivien en cada família era de 3,13.
Per edats la població es repartia de la següent manera: un 19,9% tenia menys de 18 anys, un 8,5% entre 18 i 24, un 36,9% entre 25 i 44, un 20,8% de 45 a 60 i un 13,9% 65 anys o més.
L'edat mediana era de 36 anys. Per cada 100 dones de 18 o més anys hi havia 90 homes.
La renda mediana per habitatge era de 45.654 $ i la renda mediana per família de 55.557$. Els homes tenien una renda mediana de 37.741 $ mentre que les dones 31.157$. La renda per capita de la població era de 22.004$. Entorn del 6,6% de les famílies i el 9,2% de la població estaven per davall del llindar de pobresa.

## Poblacions properes
El següent diagrama mostra les poblacions més properes.

## Fills il·lustres
- Jack Albertson (1907-1981) actor
- Frank Stella (1936-2024) artista plàstic